# Denny Island
Denny Island är en ö i Kanada.   Den ligger i Central Coast Regional District och provinsen British Columbia, i den sydvästra delen av landet, 3 800 km väster om huvudstaden Ottawa. Arean är 128 kvadratkilometer.
Terrängen på Denny Island är lite kuperad. Öns högsta punkt är 621 meter över havet. Den sträcker sig 12,3 kilometer i nord-sydlig riktning, och 17,3 kilometer i öst-västlig riktning.
I omgivningarna runt Denny Island växer i huvudsak barrskog.